# Rhododendron hemigymnum
Rhododendron hemigymnum är en ljungväxtart som först beskrevs av Tagg och Forrest, och fick sitt nu gällande namn av D. F. Chamberlain. Rhododendron hemigymnum ingår i släktet rododendron, och familjen ljungväxter. Inga underarter finns listade i Catalogue of Life.